# ديفيد كولمان (لاعب كرة قدم)
ديفيد كولمان (بالإنجليزية: David Coleman)‏ (8 أبريل 1967 في المملكة المتحدة - 1997) هو لاعب كرة قدم بريطاني في مركز الدفاع. لعب مع كولتشستر يونايتد ونادي بورنموث ونادي فارنبوروه ونادي سالزبري سيتي وDorchester Town F.C. ‏ وAmesbury Town F.C. ‏ وWimborne Town F.C. ‏ ونادي بول تاون وWarminster Town F.C. ‏.